# Murat Arslan
Murat Arslan (né en 1974) est un juge turc, actif au sein de l'Union des juges et des procureurs, prisonnier politique du gouvernement Turc depuis 2016.

## Biographie
Diplômé de la faculté de droit de l'Université d'Istanbul en 1999, Murat Arslan commence à travailler, en 2001, à la Cour des comptes de Turquie. Il exerce ensuite comme rapporteur de la Cour constitutionnelle turque.
Du 16 mars 2011 au 23 juillet 2016, il préside le premier et unique syndicat de magistrats en Turquie, nommé YARSAV. 
YARSAV est dissous par un décret publié au Journal Officiel le 23 juillet 2016. Le 26 octobre 2016, Murat Arslan est arrêté, en même temps que 2 745 magistrats, lors des purges ordonnées par le président Recep Tayyip Erdogan après le coup d’État manqué du 15 juillet 2016. 
Le 9 octobre 2017, il reçoit le Prix des droits de l'homme Václav Havel de l'Assemblée parlementaire du Conseil de l'Europe . Le communiqué cite son travail pour la défense et l’indépendance du pouvoir judiciaire en Turquie.
En janvier 2019, Murat Arslan est condamné à 10 ans de prison pour « participation à une organisation terroriste » . Aucune action violente ni appel à la violence n'ayant été retenu contre lui, aucun fait de terrorisme n'ayant été prouvé, l'accusation ne repose que sur une dénonciation anonyme et sur la présence de la messagerie cryptée ByLock (en) sur  son smartphone, application qui, selon les procureurs turcs, était largement utilisée par les membres du mouvement Gülen. Le 17 juillet 2024, sa demande de remise en liberté est rejetée pour le deuxième fois, malgré sa peine purgée à plus des trois quarts et sa bonne conduite. Le motif du refus est qu’il n’aurait pas exprimé de remords. En effet, la condition de « repentir » a été ajoutée à la liste des critères requis en vue d’une libération conditionnelle en avril 2020. Murat Arslan, qui réfute toute « appartenance à une organisation terroriste » n'est pas susceptible de remplir une telle condition jusqu'à la fin de sa peine, prévue en 2026.
Dans une lettre écrite, en décembre 2024, Murat Arslan observe que « dans un pays où les juges peuvent être emprisonnés sans respect du droit et de la Constitution, aucun citoyen ne peut se sentir juridiquement protégé ».
L’Association des magistrats européens pour la démocratie et les libertés (Medel) considère que  « toute la procédure judiciaire est dépourvue de transparence et n’a rien d’une procédure légale régulière ». Selon le rapporteur spécial des Nations Unies pour l’indépendance des juges et des avocats, Diego García Sayán   le magistrat a été privé d'un procès équitable. « La condamnation du juge Arslan constitue une atteinte grave et flagrante à l’indépendance du pouvoir judiciaire en Turquie, et dans un État démocratique régi par la primauté du droit, un pouvoir judiciaire indépendant et impartial est une garantie fondamentale pour la société dans son ensemble », a déclaré l’expert des droits de l’homme des Nations Unies .
Murat Arslan, détenu dans la prison de Sincan (dans les environs d’Ankara), est marié et père de deux enfants.